# Leo Visser
Leendert Visser –conocido como Leo Visser– (Haastrecht, 13 de enero de 1963) es un deportista neerlandés que compitió en patinaje de velocidad sobre hielo. 
Participó en dos Juegos Olímpicos de Invierno, obteniendo en total cuatro medallas, dos en Calgary 1988, plata en 5000 m y bronce en 10 000 m, y dos de bronce en Albertville 1992, en 1500 m y 5000 m.
Ganó dos medallas en el Campeonato Mundial de Patinaje de Velocidad sobre Hielo, oro en 1989 y plata en 1988, y cuatro medallas en el Campeonato Europeo de Patinaje de Velocidad sobre Hielo entre los años 1988 y 1991.

## Palmarés internacional
| Juegos Olímpicos   | Juegos Olímpicos          | Juegos Olímpicos  | Juegos Olímpicos      |
| Año                | Lugar                     | Medalla           | Prueba                |
| ------------------ | ------------------------- | ----------------- | --------------------- |
| 1988               | Calgary (Canadá)          | Medalla de plata  | 5000 m                |
| 1988               | Calgary (Canadá)          | Medalla de bronce | 10 000 m              |
| 1992               | Albertville (Francia)     | Medalla de bronce | 1500 m                |
| 1992               | Albertville (Francia)     | Medalla de bronce | 5000 m                |
| Campeonato Mundial |                           |                   |                       |
| Año                | Lugar                     | Medalla           | Prueba                |
| 1988               | Almá-Atá (URSS)           | Medalla de plata  | Clasificación general |
| 1989               | Oslo (Noruega)            | Medalla de oro    | Clasificación general |
| Campeonato Europeo |                           |                   |                       |
| Año                | Lugar                     | Medalla           | Prueba                |
| 1988               | La Haya (Países Bajos)    | Medalla de plata  | Clasificación general |
| 1989               | Gotemburgo (Suecia)       | Medalla de oro    | Clasificación general |
| 1990               | Heerenveen (Países Bajos) | Medalla de bronce | Clasificación general |
| 1991               | Sarajevo (Yugoslavia)     | Medalla de plata  | Clasificación general |